# Mísa Venus Rosewater
Mísa Venus Rosewater (anglicky Venus Rosewater Dish; oficiálním názvem Ladies' Singles Trophy) je sportovní cena určená pro vítězky ženské dvouhry ve Wimbledonu. Ocenění bylo pro tento účel poprvé použito v roce 1886. Cena představuje umělecky zdobenou mísu – velký talíř, zdobný tác.
Pojmenována není po žijícím člověku, ale růžovém oleji bohyně Venuše.

## Parametry a historie mísy
Korpus předmětu byl vyroben v roce 1864 z mincovního stříbra a byl galvanicky pokovován ryzím zlatem ve firmě Messrs Elkington and Co. Ltd v anglickém Birminghamu, jeho cena odpovídala tehdejší hodnotě 50 zlatých britských guineí. Jde o kopii původní cínové jídelní nádoby z 16. století, která se nachází v muzeu ve francouzském Louvre. Původní mísa vůbec nijak nesouvisela se sportem, byla ozdobena mytologickými výjevy.
Mísa má přesně 18 a 3/4 palce v průměru a zůstává trvale uložena v muzeu londýnského All England Lawn Tennis and Croquet Clubu.
Vítězkám turnaje je tato originální mísa předávána symbolicky ihned po skončení finálového zápasu tradičně členem britské královské rodiny. Tuto povinnost vykonává patronka klubu Catherine, princezna z Walesu.
Vítězky s pravou trofejí absolvují každý rok tradiční kolečko před tribunami centrálního dvorce, kdy pózují před diváky, novináři, fotografy a televizními kamerami.
Vítězka si tedy originální trofej neodnáší domů, ta zůstává trvale uložena v muzeu v All-England Clubu. V letech 1949–2006 všechny wimbledonské mistryně obdržely repliku trofeje o průměru 8 palců, od roku 2007 všechny vítězky získávají tříčtvrteční repliku trofeje s vyrytými jmény všech dosavadních vítězek (průměr jejich repliky činí 14 palců).
Zdobení mísy vůbec nijak nesouvisí se sportem, její reliéfy představují výjevy s motivy pocházejícími z klasické starověké řecké mytologie.
Centrální reliéf uprostřed zobrazuje stylizovanou postavu, jež představuje filosoficko-mytický pojem Sófrosyné, která představuje střídmost a umírněnost. Postava drží v jedné ruce lampu a v druhé ruce nádobu (džbánek), okolo ní se pak nacházejí další předměty běžné denní potřeby, které zde mají další symbolický význam.
Na okraji mísy je zobrazena starověká bohyně Minerva jak předsedá sedmi svobodným uměním, jimiž jsou astronomie, geometrie, aritmetika, hudba, rétorika, dialektika a gramatika, každé z nich je zde vyobrazeno s příslušným symbolem.